# Paideia

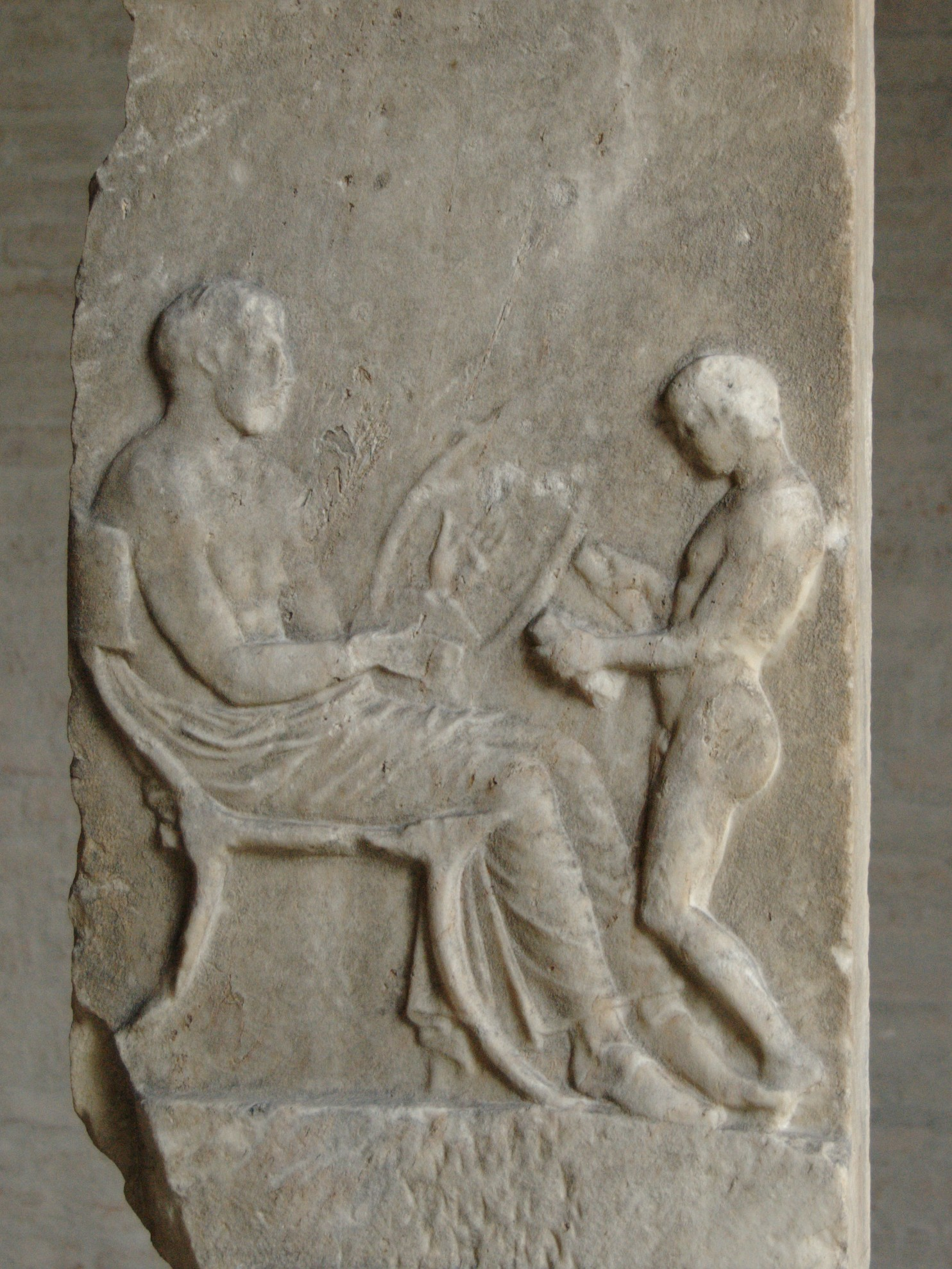
Relief funéraire avec un joueur de lyre. Un jeune garçon, lisant dans un rouleau manuscrit, déclame un poème sur la musique. Grande Grèce (Italie du sud), v. 420 av. J.-C.

La paideia (en grec ancien : παιδεία) est l'instruction et le corpus de connaissances fondamentales dont doit disposer un bon citoyen dans la Grèce antique. 

## Concept
La paideia offre une multiplicité de sens, et la richesse de son contenu refuse de se laisser enfermer en une formule abstraite ou un vocable unique. Les Grecs considéraient la paideia comme une culture générale mêlant érudition et réflexion. Elle relevait alors de la classe aristocratique, qui assurait à sa descendance une instruction particulière. La paideia est ainsi devenue une sorte d'idéal de culture, connexe à l'apprentissage de la vertu. La jeunesse devait ainsi être façonnée par cet idéal. 
Cet idéal de la paideia faisait partie de l'idéal surplombant de la kalokagathie (kalos kagathos), selon laquelle l’homme idéal est à la fois beau et bon. 
La paideia implique l'idée de la perfection, de l'excellence. Dans l’Iliade, Homère fait dire au roi Pélée que la mentalité grecque se doit d'être toujours prééminente : il s'agit de l'excellence (arété en actes). D'après Werner Jaeger, « l'arété est l'idéal central de toute la culture grecque ». Toujours dans l’Iliade, Homère peint les couleurs de l'excellence dans la force physique et le courage des Grecs et des Troyens. Dans l’Odyssée, il met davantage l'accent sur l'excellence de l'esprit, qui est également requise pour vaincre. L’arété est nécessaire au héros, tout comme elle l'est dans la guerre pour celui qui cherche à vaincre. Elle consiste dans la capacité à « garder sa tête avec ses mains, contre les ennemis, les monstres et les dangers de toute sorte, puis revenir victorieux ».
L'Athènes antique ayant un gouvernement démocratique, la paideia (combinée avec l’ethos, c'est-à-dire les coutumes) devait rendre un homme excellent, au sens où l'homme qui excelle est celui qui accomplit bien sa fonction. De la sorte, un homme dont la paideia était réussie pouvait être un bon citoyen ou même un roi. Cette éducation capable de les former n’est pas la communication d’une science, mais celle d'une ἕξις / exis, c’est-à-dire d’un habitus ; elle ne consiste pas dans l'apprentissage d'un art ou d'un commerce, que les Grecs considéraient comme relevant de tâches mécaniques, sans valeur et indignes des citoyens — les ouvriers et artisans dans les métiers du feu étaient désignés du terme péjoratif de banausos — mais dans l'apprentissage moral de la liberté et de la noblesse ou de la beauté. La paideia est un héritage culturel poursuivi à travers les générations. Le terme paideia a donné lieu au concept d'encyclopédie, qui combine les mots grecs ἐγκύκλιος, enkyklios (désignant un système complet, circulaire) et paideia, qui apparaît en français sous la forme du suffixe, -pédie ou -pedia. Wikipédia utilise également ce terme et ce suffixe.
Cette mentalité se remarque aussi dans la tendance des Grecs à ne reproduire et recopier que la littérature qui est considérée comme la meilleure. Les Jeux olympiques proviennent de la même origine. D'une manière générale, l’arété se retrouve dans tout ce que font les Grecs et provoque une grande émulation, donnant elle-même lieu à des compétitions dans toutes les disciplines, y compris en littérature avec des concours de poésie, de tragédie et de comédie.
Les Grecs anciens se décrivaient eux-mêmes comme des « amoureux de la beauté » et portaient une grande attention à l'esthétique. Ils voyaient celle-ci dans la nature et dans des canons particuliers. La beauté est alors comprise, non pas comme liée à des éléments « superficiels » tels que la couleur, la lumière ou l'ombre, mais dans l'essence des êtres, qui est faite de structures, de formes et de proportions.
Platon définit la paideia en deux occasions dans son œuvre. Dans le Protagoras, il écrit : « Vous pouvez juger que je dis la vérité et que les Lacédémoniens sont supérieurement entraînés aux entretiens philosophiques par le fait que voici. Entretenez-vous avec le dernier des Lacédémoniens ; pendant presque tout l'entretien, vous le trouverez insignifiant ; mais à la première occasion, il jette au milieu de la conversation un mot plein de sens, bref et serré, comme un trait lancé d'une main habile, en sorte que son interlocuteur a l'air d'un enfant à côté de lui. Aussi a-t-on remarqué de nos jours, comme certains l'avaient déjà fait autrefois, que l'institution lacédémonienne repose beaucoup plus sur le goût de la philosophie que sur le goût de la gymnastique, parce que le talent de trouver des traits pareils n'appartient qu'à des gens d'une éducation parfaite. De ce nombre étaient Thalès de Milet, Pittacos de Mytilène, Bias de Priène, notre Solon, Cléobule de Lindos, Myson de Chénée et Chilon de Lacédémone qui passait pour être le septième de ces sages. Tous furent des émules, des partisans et des sectateurs de l'éducation lacédémonienne, et il est facile de voir que leur sagesse ressemblait à celle des Lacédémoniens par les sentences concises et dignes de mémoire attribuées à chacun d'eux. Ces sages s'étant rassemblés offrirent en commun à Apollon les prémices de leur sagesse et firent graver sur le temple de Delphes ces maximes qui sont dans toutes les bouches : Connais-toi toi-même et Rien de trop ». Platon y fait aussi référence dans la République.

## Postérité
Cette conception de l’homme idéal irriguera la culture occidentale et sera comparable à celle qu'auront plus tard les chevaliers du Moyen Âge, ou les classiques français du XVIIe siècle avec l'idéal de l'honnête homme. S'y rattache notamment le concept anglais de gentleman. 
Au XXe siècle, le classiciste germano-américain Werner Jaeger, dans son grand livre Paideia (1934, 3 volumes), utilise le concept de paideia pour retracer le développement de la pensée grecque et de l'éducation d’Homère à Démosthène. Ce concept a aussi été utilisé par Mortimer Adler dans sa critique de l'éducation contemporaine en Occident.
Jaeger écrit qu’on doit « considérer ce vocable de paideia avec les yeux des Grecs et non avec nos yeux d’hommes modernes. Il est impossible d’éviter l’emploi d’expressions actuelles comme civilisation, culture, tradition, littérature, ou éducation. Mais chacune ne se rapporte qu’à un des aspects de la paideia. » Il convient donc d’entendre ce concept comme le génie éducatif grec mis en œuvre dans la cité par l’ensemble des moyens culturels visant à favoriser l’élévation spirituelle des citoyens. Étymologiquement, il signifie « éducation » ou « élevage d'enfant ». Historiquement et dans son sens restreint d’enseignement, il fait référence à un système d'instruction de l'ancienne Athènes dans lequel on dispensait une culture vaste. Étaient enseignées la grammaire, la rhétorique, les mathématiques, la musique, la philosophie, la géographie, l'histoire naturelle et la gymnastique. La paideia désignait alors le processus d'éducation des hommes, une éducation comprise comme modelage ou élévation, par laquelle les citoyens s'élevaient à leur « vraie » forme, celle de l'authentique nature humaine. Selon les Définitions de Platon, la paideia, l’éducation, ce sont les « soins que l'on dispense à l’âme ».